# Sedum tristriatum
Sedum tristriatum là một loài thực vật có hoa trong họ Crassulaceae. Loài này được Boiss. & Heldr. miêu tả khoa học đầu tiên năm 1849.